# ادین آدموویچ
ادین آدموویچ (انگلیسی: Edin Ademović؛ زادهٔ ۲ اکتبر ۱۹۸۷) بازیکن فوتبال اهل صربستان است که اخیرا برای رادنیک بیه‌لینا بازی کرده است. در دسامبر ۲۰۱۶ قراردادی دو ساله با این تیم بوسنیایی امضا کرد.